# 小松節夫
小松 節夫（こまつ せつお、1963年3月3日   - ）は、日本のラグビー指導者。現在天理大学ラグビー部監督を務めている。

## プロフィール
- 奈良県天理市出身。
- 現役時代のポジションはスタンドオフ(SO)、センター(CTB)[3]。

## 略歴
中学時代は陸上の選手で高校からラグビーを始めた。
天理高校時代、伏見工業高校の平尾誠二らとともに高校日本代表に選出された。同校卒業後、フランスのラシン・メトロに2年間留学。帰国後、同志社大学に進み、1987年度の大学選手権で、CTBとして準優勝を経験。その後、日新製鋼で5年間プレーした後に現役を退き、1993年に天理大学ラグビー部のコーチに就任。1995年に同チームの監督に就任した。
2010年、監督として天理大学35年ぶりの関西大学Aリーグ優勝を果たす。
2021年1月11日、大学選手権決勝で早稲田大学に勝利し、大会初優勝を果たした。